# Frank Cowell
Frank A. Cowell ist Professor für Ökonomie an der London School of Economics and Political Science (LSE). Er forscht in den Bereichen der Einkommens- und Vermögensverteilung, der Ungleichverteilung, der Armut und der Besteuerung.
Nach Besuch des Ardingly College in Sussex studierte er am Trinity College der Universität Cambridge, wo er nach Abschluss mit dem B.A. und dem M.A. seinen PhD in Ökonomie machte. Für eine kurze Zeit hielt Cowell Vorlesungen in den Wirtschaftswissenschaften an der Universität Keele, bevor er im Jahr 1977 zur LSE wechselte. Von 1988 bis 2001 war er dort auch Mitherausgeber des Journal of Public Economics.
Cowell ist Herausgeber von Economica und Mitherausgeber sowohl der Hacienda Pública Española/Revista de Economía Publica wie auch des Journal of Income Inequality. Er ist Direktor des Distributional Analysis Research Programme am Suntory-Toyota International Centre for Economics and Related Disciplines (STICERD).